# Eduard Schönfeld
Eduard Schönfeld (né le 22 décembre 1828 à Hildburghausen et mort le 1er mai 1891 à Bonn) est un astronome allemand.

## Biographie
Eduard Schönfeld naît à Hildburghausen dans le duché de Saxe-Meiningen. Après ses études au gymnasium de sa ville natale, il songe à devenir astronome mais, par déférence pour son père, il abandonne cette idée. Il va à Hanovre puis à Cassel étudier l'architecture pour laquelle il semble avoir peu de goût. En 1849, il étudie la chimie avec Robert Bunsen à l'université de Marbourg où son penchant pour l'astronomie est ranimé par les lectures de Christian Gerling.
En 1851, il étudie l'astronomie avec Argelander à l'observatoire de Bonn (de). En 1853, il est engagé comme astronome assistant et, l'année suivante, obtient son doctorat avec sa thèse Nova elementa Thetidis. À Bonn, il prend une part importante à la préparation du Bonner Durchmusterung. Il étudie les étoiles variables durant les nuits où la luminosité de la Lune empêche l'observation. Le résultat de ses recherches est publié dans le Sitz. Berich. Wien. Akad. vol. XLII.
Pendant une courte période, il est privatdozent à Bonn mais, en 1959, il est engagé comme directeur de l'observatoire de Mannheim (de). L'instrumentation de cet observatoire est désuet, la plus grande lunette astronomique en service a une ouverture de 16 cm, il sélectionne son travail en fonction des instruments disponibles, observe des nébuleuses, des étoiles variables, des comètes et les planètes.
Les résultats de ses observations de nébuleuses sont contenus dans deux catalogues publiés dans les Astronomische Beobachtungen der Grossherzoglichen Sternwarte zu Mannheim, 1re et 2e parties (1862 et 1875) et ceux concernant les étoiles variables paraissent dans les Jahresberichte des Mannheimer Vereins für Naturkunde, N° 32 et 39 (1866 et 1875). À la mort d'Argelander, le 17 février 1875, Schönfeld devient directeur de l'observatoire de Bonn. Peu après, il commence ce qui va être son dernier et plus important travail, l'extension, selon les plans d'Argelander, du Bonner Durchmusterung comprenant les étoiles de déclinaisons de 1 à 23° sud.
L'expérience acquise sous la direction d'Argelander lui permet d'introduire plusieurs perfectionnements dans les méthodes employées, améliorations qui augmentent la précision des résultats. Le travail est quasi-fini en mars 1881, quelques révisions restent seulement à faire. Les observations montrent 363 932 emplacements d'étoiles et forment le corpus pour le catalogue de 133 659 dénommé Südliche Durchmusterung publié en tant que 8e volume des observations de Bonn. À la différence des autres suppléments du Bonner Durchmusterung, ce catalogue utilise aussi les initiales BD pour préfixer la dénomination des étoiles répertoriées.
Schönfeld est membre de la Société astronomique depuis sa fondation en 1863, membre de son conseil en 1869 et, en 1875, éditeur de ses publications ainsi que son secrétaire avec Friedrich August Theodor Winnecke. En 1878, il est élu membre étranger de la Royal Astronomical Society.

## Sources
- (en) « Eduard Schönfeld », dans Encyclopædia Britannica [détail de l’édition], 1911 (lire sur Wikisource).